# Ґавлики-Великі
Ґавлики-Великі (пол. Gawliki Wielkie, нім. Groß Gablick) — село в Польщі, у гміні Видміни Гіжицького повіту Вармінсько-Мазурського воєводства.
Населення — 469 осіб (2011).
У 1975-1998 роках село належало до Сувальського воєводства.

## Демографія
Демографічна структура станом на 31 березня 2011 року:
|          | Загалом | Допрацездатний вік | Працездатний вік | Постпрацездатний вік |
| -------- | ------- | ------------------ | ---------------- | -------------------- |
| Чоловіки | 253     | 69                 | 162              | 22                   |
| Жінки    | 216     | 44                 | 113              | 59                   |
| Разом    | 469     | 113                | 275              | 81                   |